# Lee Sang-ho (snowboard)
Pour les articles homonymes, voir Lee Sang-ho.
Lee Sang-ho, né le 12 septembre 1995, est un snowboardeur sud-coréen. Il est médaillé d'argent lors du slalom géant parallèle des Jeux olympiques d'hiver de 2018.

## Palmarès

### Jeux olympiques d'hiver
| Épreuve / Édition   | Slalom géant parallèle |
| ------------------- | ---------------------- |
| JO 2018 Pyeongchang | Argent                 |

### Championnats du monde
| Épreuve / Édition           | Slalom parallèle | Géant parallèle |
| --------------------------- | ---------------- | --------------- |
| Mondiaux 2013 Stoneham      | 20e              | 36e             |
| Mondiaux 2015 Lachtal       | 25e              | 12e             |
| Mondiaux 2017 Sierra Nevada | 19e              | 5e              |
| Mondiaux 2019 Park City     |                  |                 |
| Mondiaux 2021 Rogla         |                  |                 |
| Mondiaux 2023 Bakuriani     |                  |                 |
| Mondiaux 2025 Engadine      |                  | Bronze          |

### Coupe du monde
- 1 gros globe de cristal :
  - Vainqueur du classement parallèle en 2022.
- 1 petit globe de cristal :
  - Vainqueur du classement slalom parallèle en 2024.
- Meilleur classement en slalom géant parallèle : 2e en 2022.
- 14 podiums dont 3 victoires.

#### Détails des victoires
| Épreuve / Édition | Slalom parallèle     | Slalom géant parallèle |
| ----------------- | -------------------- | ---------------------- |
| 2021-2022         |                      | Bannoïe                |
| 2023-2024         | Pamporovo Winterberg |                        |